# Seven de la República Femenino Juvenil 2019
El Seven de la República Femenino Juvenil de 2019 fue la edición inaugural de la versión juvenil del Seven de la República Femenino, torneo de rugby 7 de fin de temporada para uniones provinciales afiliadas a la Unión Argentina de Rugby. Se llevó a cabo en la ciudad de Paraná, Provincia de Entre Ríos, el 30 de noviembre y 1 de diciembre de 2019 en La Tortuguita, sede del Paraná Rowing Club.
Tucumán se quedó con el título al vencer 34-0 en la final al seleccionado de la Unión de Rugby Austral, completando el torneo de forma invicta, con 181 puntos a favor y ninguno en contra. Las zonas de la fase de grupos fueron denominadas 5, 6, 7 y 8 debido a que este campeonato formó parte de la programación del Seven de la República Femenino 2019, con los primeras cuatro zonas perteneciendo al torneo de mayores.
Los equipos mayores femeninos y masculinos de la Unión de Rugby de Tucumán pasarían a ganar sus respectivos torneos en Paraná, quedándose así con los tres torneos principales que componen al Seven de la República.

## Equipos participantes
Participaron de esta edición las selecciones de doce uniones provinciales argentinas, las cuales clasificaron a través de su desempeño en torneos regionales y según su cantidad de jugadoras fichadas.
| Equipo       | Unión                                                | Via de clasificación                          |
| ------------ | ---------------------------------------------------- | --------------------------------------------- |
| Alto Valle   | Unión de Rugby del Alto Valle de Río Negro y Neuquén | Campeón del Torneo Regional Patagónico Norte. |
| Andina       | Unión Andina de Rugby                                | Campeón del Torneo Regional Oeste.            |
| Austral      | Unión de Rugby Austral                               | Campeón del Torneo Regional Patagónico Sur.   |
| Buenos Aires | Unión de Rugby de Buenos Aires                       | Cantidad de fichajes.                         |
| Córdoba      | Unión Cordobesa de Rugby                             | Campeón del Torneo Regional Centro.           |
| Entre Ríos   | Unión Entrerriana de Rugby                           | Cantidad de fichajes.                         |
| Formosa      | Unión de Rugby de Formosa                            | Cantidad de fichajes.                         |
| Misiones     | Unión de Rugby de Misiones                           | Campeón del Torneo Regional NEA.              |
| Nordeste     | Unión de Rugby del Nordeste                          | Cantidad de fichajes.                         |
| Oeste        | Unión de Rugby del Oeste de Buenos Aires             | Campeón del Torneo Regional Pampeano.         |
| Salta        | Unión de Rugby de Salta                              | Cantidad de fichajes.                         |
| Tucumán      | Unión de Rugby de Tucumán                            | Campeón del Torneo Regional NOA.              |

## Formato
Los doce equipos fueron divididos en cuatro grupos de tres equipos cada uno. Cada grupo se resolvió con el sistema de todos contra todos a una sola ronda; la victoria otorgando 2 puntos, el empate 1 y la derrota 0 puntos.
Los dos mejores equipos de cada grupo clasifican a los cuartos de final de la Copa de Oro para definir el campeonato a eliminación directa. Los equipos restantes clasificaron a un grupo de clasificación bajo el sistema de todos contra todos para definir su posicionamiento final (9.° al 12.° puesto).
Los equipos eliminados en cuartos de final de la Copa de Oro clasifican a la Copa de Plata, definiendo su posicionamiento final (5.° al 8.° puesto) en partidos a eliminación directa.

## Fase de grupos

### Zona 5
| Pos. | Equipos      | Partidos | Partidos | Partidos | Tantos | Tantos | Tantos | Pts. |
| Pos. | Equipos      | G        | E        | P        | PF     | PC     | DP     | Pts. |
| ---- | ------------ | -------- | -------- | -------- | ------ | ------ | ------ | ---- |
| 1.°  | Tucumán      | 2        | 0        | 0        | 58     | 0      | +58    | 4    |
| 2.°  | Buenos Aires | 1        | 0        | 1        | 45     | 29     | +16    | 2    |
| 3.°  | Salta        | 0        | 0        | 2        | 0      | 74     | -74    | 0    |

|  | Copa de Oro                    |
|  | Reubicación 9.° al 12.° puesto |

| 30 de noviembre | Tucumán | 29 - 0  | Buenos Aires | Paraná Rowing Club, Paraná |  |
|                 |         | Reporte |              |                            |  |

| 30 de noviembre | Salta | 0 - 45  | Buenos Aires | Paraná Rowing Club, Paraná |  |
|                 |       | Reporte |              |                            |  |

| 30 de noviembre | Tucumán | 29 - 0  | Salta | Paraná Rowing Club, Paraná |  |
|                 |         | Reporte |       |                            |  |

### Zona 6
| Pos. | Equipos    | Partidos | Partidos | Partidos | Tantos | Tantos | Tantos | Pts. |
| Pos. | Equipos    | G        | E        | P        | PF     | PC     | DP     | Pts. |
| ---- | ---------- | -------- | -------- | -------- | ------ | ------ | ------ | ---- |
| 1.°  | Oeste      | 2        | 0        | 0        | 36     | 12     | +24    | 4    |
| 2.°  | Austral    | 1        | 0        | 1        | 48     | 14     | +34    | 2    |
| 3.°  | Entre Ríos | 0        | 0        | 2        | 0      | 58     | -58    | 0    |

|  | Copa de Oro                    |
|  | Reubicación 9.° al 12.° puesto |

| 30 de noviembre | Oeste | 22 - 0  | Entre Ríos | Paraná Rowing Club, Paraná |  |
|                 |       | Reporte |            |                            |  |

| 30 de noviembre | Austral | 36 - 0  | Entre Ríos | Paraná Rowing Club, Paraná |  |
|                 |         | Reporte |            |                            |  |

| 30 de noviembre | Oeste | 14 - 12 | Austral | Paraná Rowing Club, Paraná |  |
|                 |       | Reporte |         |                            |  |

### Zona 7
| Pos. | Equipos    | Partidos | Partidos | Partidos | Tantos | Tantos | Tantos | Pts. |
| Pos. | Equipos    | G        | E        | P        | PF     | PC     | DP     | Pts. |
| ---- | ---------- | -------- | -------- | -------- | ------ | ------ | ------ | ---- |
| 1.°  | Alto Valle | 2        | 0        | 0        | 35     | 17     | +18    | 4    |
| 2.°  | Andina     | 1        | 0        | 1        | 34     | 27     | +7     | 2    |
| 3.°  | Nordeste   | 0        | 0        | 2        | 12     | 37     | -25    | 0    |

|  | Copa de Oro                    |
|  | Reubicación 9.° al 12.° puesto |

| 30 de noviembre | Alto Valle | 15 - 5  | Nordeste | Paraná Rowing Club, Paraná |  |
|                 |            | Reporte |          |                            |  |

| 30 de noviembre | Andina | 22 - 7  | Nordeste | Paraná Rowing Club, Paraná |  |
|                 |        | Reporte |          |                            |  |

| 30 de noviembre | Alto Valle | 20 - 12 | Andina | Paraná Rowing Club, Paraná |  |
|                 |            | Reporte |        |                            |  |

### Zona 8
| Pos. | Equipos  | Partidos | Partidos | Partidos | Tantos | Tantos | Tantos | Pts. |
| Pos. | Equipos  | G        | E        | P        | PF     | PC     | DP     | Pts. |
| ---- | -------- | -------- | -------- | -------- | ------ | ------ | ------ | ---- |
| 1.°  | Córdoba  | 2        | 0        | 0        | 45     | 5      | +40    | 4    |
| 2.°  | Formosa  | 1        | 0        | 1        | 22     | 31     | -9     | 2    |
| 3.°  | Misiones | 0        | 0        | 2        | 17     | 48     | -31    | 0    |

|  | Copa de Oro                    |
|  | Reubicación 9.° al 12.° puesto |

| 30 de noviembre | Córdoba | 19 - 0  | Formosa | Paraná Rowing Club, Paraná |  |
|                 |         | Reporte |         |                            |  |

| 30 de noviembre | Misiones | 12 - 22 | Formosa | Paraná Rowing Club, Paraná |  |
|                 |          | Reporte |         |                            |  |

| 30 de noviembre | Córdoba | 26 - 5  | Misiones | Paraná Rowing Club, Paraná |  |
|                 |         | Reporte |          |                            |  |

## Fase final

### Copa de Oro
|  | Cuartos de final | Cuartos de final | Cuartos de final |         |         | Semifinales | Semifinales | Semifinales |       |                  | Final Oro        | Final Oro        | Final Oro |  |
|  |                  |                  |                  |         |         |             |             |             |       |                  |                  |                  |           |  |
|  |                  |                  |                  |         |         |             |             |             |       |                  |                  |                  |           |  |
|  | Tucumán          | Tucumán          | 41               |         |         |             |             |             |       |                  |                  |                  |           |  |
|  | Tucumán          | Tucumán          | 41               |         |         |             |             |             |       |                  |                  |                  |           |  |
|  | Formosa          | Formosa          | 0                |         |         |             |             |             |       |                  |                  |                  |           |  |
|  | Formosa          | Formosa          | 0                |         | Tucumán | Tucumán     | 48          |             |       |                  |                  |                  |           |  |
|  |                  |                  |                  |         | Tucumán | Tucumán     | 48          |             |       |                  |                  |                  |           |  |
|  |                  |                  | Oeste            | Oeste   | 0       |             |             |             |       |                  |                  |                  |           |  |
|  | Oeste            | Oeste            | Oeste            | Oeste   | 0       | 24          |             |             |       |                  |                  |                  |           |  |
|  | Oeste            | Oeste            |                  |         |         |             |             |             |       |                  |                  |                  |           |  |
|  | Andina           | Andina           | 5                |         |         |             |             |             |       |                  |                  |                  |           |  |
|  | Andina           | Andina           | 5                |         |         |             |             |             |       | Tucumán          | Tucumán          | 34               |           |  |
|  |                  |                  |                  |         |         |             |             |             |       | Tucumán          | Tucumán          | 34               |           |  |
|  |                  |                  | Austral          | Austral | 0       |             |             |             |       |                  |                  |                  |           |  |
|  | Córdoba          | Córdoba          | Austral          | Austral | 0       | 22          |             |             |       |                  |                  |                  |           |  |
|  | Córdoba          | Córdoba          |                  |         |         |             |             |             |       |                  |                  |                  |           |  |
|  | Buenos Aires     | Buenos Aires     | 19               |         |         |             |             |             |       |                  |                  |                  |           |  |
|  | Buenos Aires     | Buenos Aires     | 19               |         | Córdoba | Córdoba     | 17          |             |       | Final 3.° puesto | Final 3.° puesto | Final 3.° puesto |           |  |
|  |                  |                  |                  |         | Córdoba | Córdoba     | 17          |             |       | Final 3.° puesto | Final 3.° puesto | Final 3.° puesto |           |  |
|  |                  |                  | Austral          | Austral | 19      |             |             |             |       |                  |                  |                  |           |  |
|  | Austral          | Austral          | Austral          | Austral | 19      | 24          |             |             | Oeste | Oeste            | 0                |                  |           |  |
|  | Austral          | Austral          |                  |         |         |             |             |             | Oeste | Oeste            | 0                |                  |           |  |
|  | Alto Valle       | Alto Valle       | 5                |         |         |             |             |             |       |                  | Córdoba          | Córdoba          | 22        |  |
|  | Alto Valle       | Alto Valle       | 5                |         |         |             |             |             |       |                  | Córdoba          | Córdoba          | 22        |  |
|  |                  |                  |                  |         |         |             |             |             |       |                  |                  |                  |           |  |

#### Copa de Plata
|  | Semifinales  | Semifinales  | Semifinales  |              |        | Final Plata      | Final Plata      | Final Plata      |  |
|  |              |              |              |              |        |                  |                  |                  |  |
|  |              |              |              |              |        |                  |                  |                  |  |
|  | Formosa      | Formosa      | 7            |              |        |                  |                  |                  |  |
|  | Formosa      | Formosa      | 7            |              |        |                  |                  |                  |  |
|  | Andina       | Andina       | 10           |              |        |                  |                  |                  |  |
|  | Andina       | Andina       | 10           |              | Andina | Andina           | 0                |                  |  |
|  |              |              |              |              | Andina | Andina           | 0                |                  |  |
|  |              |              | Buenos Aires | Buenos Aires | 25     |                  |                  |                  |  |
|  | Buenos Aires | Buenos Aires | Buenos Aires | Buenos Aires | 25     | 22               |                  |                  |  |
|  | Buenos Aires | Buenos Aires |              |              |        | 22               |                  |                  |  |
|  | Alto Valle   | Alto Valle   | 0            |              |        | Final 7.° puesto | Final 7.° puesto | Final 7.° puesto |  |
|  | Alto Valle   | Alto Valle   | 0            |              |        | Final 7.° puesto | Final 7.° puesto | Final 7.° puesto |  |
|  |              |              |              |              |        |                  |                  |                  |  |
|  |              |              |              |              |        | Formosa          | Formosa          | 12               |  |
|  |              |              |              |              |        | Formosa          | Formosa          | 12               |  |
|  |              |              |              |              |        | Alto Valle       | Alto Valle       | 10               |  |
|  |              |              |              |              |        | Alto Valle       | Alto Valle       | 10               |  |
|  |              |              |              |              |        |                  |                  |                  |  |

### Reubicación (9.° al 12.° puesto)
| Pos. | Equipos    | Partidos | Partidos | Partidos | Tantos | Tantos | Tantos | Pts. |
| Pos. | Equipos    | G        | E        | P        | PF     | PC     | DP     | Pts. |
| ---- | ---------- | -------- | -------- | -------- | ------ | ------ | ------ | ---- |
| 9.°  | Nordeste   | 3        | 0        | 0        | 61     | 20     | +41    | 6    |
| 10.° | Misiones   | 2        | 0        | 1        | 49     | 14     | +35    | 4    |
| 11.° | Entre Ríos | 1        | 0        | 2        | 22     | 47     | -25    | 2    |
| 12.° | Salta      | 0        | 0        | 3        | 5      | 56     | -51    | 0    |

| 30 de noviembre | Salta | 0 - 17  | Misiones | Paraná Rowing Club, Paraná |  |
|                 |       | Reporte |          |                            |  |

| 30 de noviembre | Entre Ríos | 5 - 25  | Nordeste | Paraná Rowing Club, Paraná |  |
|                 |            | Reporte |          |                            |  |

| 1 de diciembre | Salta | 5 - 22  | Nordeste | Paraná Rowing Club, Paraná |  |
|                |       | Reporte |          |                            |  |

| 1 de diciembre | Entre Ríos | 0 - 22  | Misiones | Paraná Rowing Club, Paraná |  |
|                |            | Reporte |          |                            |  |

| 1 de diciembre | Salta | 0 - 17  | Entre Ríos | Paraná Rowing Club, Paraná |  |
|                |       | Reporte |            |                            |  |

| 1 de diciembre | Nordeste | 14 - 10 | Misiones | Paraná Rowing Club, Paraná |  |
|                |          | Reporte |          |                            |  |

## Tabla de posiciones
Las posiciones finales al terminar el campeonato:
| 1.°  | Tucumán      | 5 | 0 | 0 | 181 | 0   | +181 |
| 2.°  | Austral      | 3 | 0 | 2 | 91  | 70  | +21  |
| 3.°  | Córdoba      | 4 | 0 | 1 | 106 | 41  | +65  |
| 4.°  | Oeste        | 3 | 0 | 2 | 60  | 87  | -27  |
| 5.°  | Buenos Aires | 3 | 0 | 2 | 111 | 51  | +60  |
| 6.°  | Andina       | 2 | 0 | 3 | 49  | 83  | +34  |
| 7.°  | Formosa      | 2 | 0 | 3 | 41  | 92  | -51  |
| 8.°  | Alto Valle   | 2 | 0 | 3 | 50  | 75  | -25  |
| 9.°  | Nordeste     | 3 | 0 | 2 | 73  | 57  | +16  |
| 10.° | Misiones     | 2 | 0 | 3 | 66  | 62  | +4   |
| 11.° | Entre Ríos   | 1 | 0 | 4 | 22  | 105 | -83  |
| 12.° | Salta        | 0 | 0 | 5 | 5   | 130 | -125 |

|  | Campeón Copa de Oro.     |
|  | Campeón Copa de Plata.   |
|  | Ganador Posicionamiento. |

| Bandera de la Provincia de Tucumán |
| Tucumán Campeón                    |
| Primer título                      |